# Maximilian Beier
Maximilian Beier (Brandenburg an der Havel, 17 oktober 2002) is een Duits voetballer die doorgaans speelt als spits. Hij stroomde in 2020 door vanuit de jeugd van TSG 1899 Hoffenheim en vertrok in 2024 naar Borussia Dortmund. Beier debuteerde in 2024 in het Duits voetbalelftal.

## Clubcarrière

### Jeugd
Beier speelde in de jeugd van achtereenvolgens Brandenburger SC, Energie Cottbus en TSG 1899 Hoffenheim. Hij sloot in het seizoen 2019/20 aan bij het eerste elftal van Hoffenheim. Beier maakte op 8 februari 2020 zijn debuut in de Bundesliga, uit tegen SC Freiburg. Hij verving toen twee minuten voor tijd Robert Skov. Zijn ploeggenoten en hij verloren met 1–0. Het lukte Beier niet om meteen door te breken bij Hoffenheim. Hij speelde negen wedstrijden in de Bundesliga in twee seizoenen. Wel maakte hij op 26 november 2020 zijn debuut in de Europa League tegen Slovan Liberec. Op 10 december scoorde hij twee goals en gaf hij één assist in het Europa League-duel tegen KAA Gent. Het waren zijn eerste goalcontributies in het betaalde voetbal.

### Hannover 96
Hoffenheim verhuurde Beier in augustus 2021 voor een jaar aan Hannover 96, op dat moment actief in de 2. Bundesliga. Hier kreeg hij meer gelegenheid om te spelen. Hij maakte op 20 augustus tegen FC Heidenheim zijn debuut voor de club. Op 27 oktober scoorde Beier in de beker tegen Fortuna Düsseldorf zijn eerste twee goals voor Hannover. Ook in de achtste finale tegen Borussia Mönchengladbach scoorde hij tweemaal. In de competitie kwam hij in zijn eerste seizoen tot slechts drie doelpunten. Zijn huurperiode werd in juni 2022 met een jaar verlengd. Hierin kwam hij tot zeven competitiedoelpunten. In totaal kwam Beier tot vijftien goals en zeven assists in 68 wedstrijden.

### Hoffenheim
Coach Pellegrino Matarazzo gaf Beier bij de start van seizoen 2023/24 de kans in het eerste van Hoffenheim. Zo maakte hij op 26 augustus 2023 zijn eerste doelpunt in de Bundesliga, tegen FC Heidenheim. Hij scoorde vervolgens ook in de volgende drie speelronden tegen VfL Wolfsburg, FC Köln en Union Berlin. In oktober 2023 verlengde Beier zijn contract met twee jaar. Hij stond toen al op zes goals in zijn eerste acht speelrondes. Op 25 februari scoorde hij twee doelpunten in een 3-2 overwinning op Borussia Dortmund. Een week later was hij opnieuw goed voor twee goals in een 2-1 overwinning op Werder Bremen. Hij eindigde het seizoen met twee goals tegen SV Darmstadt (6-0 winst) en een goal tegen Bayern München (4-2 winst).

### Borussia Dortmund
In de zomer van 2024 maakte Beier de overstap naar Borussia Dortmund.

## Clubstatistieken
| Seizoen | Club            | Competitie    | Competitie | Competitie | Beker | Beker | Internationaal | Internationaal | Totaal | Totaal |
| Seizoen | Club            | Competitie    | Wed.       | Dlp.       | Wed.  | Dlp.  | Wed.           | Dlp.           | Wed.   | Dlp.   |
| ------- | --------------- | ------------- | ---------- | ---------- | ----- | ----- | -------------- | -------------- | ------ | ------ |
| 2019/20 | 1899 Hoffenheim | Bundesliga    | 6          | 0          | 0     | 0     | –              | –              | 6      | 0      |
| 2020/21 | 1899 Hoffenheim | Bundesliga    | 3          | 0          | 0     | 0     | 2              | 2              | 5      | 2      |
| 2021/22 | → Hannover 96   | 2. Bundesliga | 30         | 3          | 3     | 4     | –              | –              | 33     | 7      |
| 2022/23 | → Hannover 96   | 2. Bundesliga | 33         | 7          | 2     | 1     | –              | –              | 35     | 8      |
| 2023/24 | 1899 Hoffenheim | Bundesliga    | 33         | 16         | 2     | 0     | –              | –              | 35     | 16     |
| Totaal  | Totaal          | Totaal        | 105        | 26         | 7     | 5     | 2              | 2              | 114    | 33     |

Bijgewerkt op 23 juni 2024.

## Interlandcarrière
Beier maakte deel uit van verschillende Duitse nationale jeugdselecties vanaf Duitsland –17. Hij nam met Duitsland –17 ook deel aan het EK –17 van 2019. Beier debuteerde op 3 juni 2024 in het eerste elftal van Duitsland, als vervanger van Jamal Musiala in een oefenwedstrijd tegen Oekraïne (0–0). Hij werd vijf dagen later door bondscoach Julian Nagelsmann opgenomen in de Duitse selectie voor het EK 2024 in eigen land. Duitsland werd groepswinnaar in een groep met Schotland, Hongarije en Zwitserland en won in de achtste finales van Denemarken (2–0), maar werd in de kwartfinales na een verlenging uitgeschakeld door Spanje (2–1). Beier kwam op het toernooi enkel in actie tegen Zwitserland als invaller.